# Scytodes venusta
Espèce
Synonymes
- Dictis venusta Thorell, 1890

Scytodes venusta est une espèce d'araignées aranéomorphes de la famille des Scytodidae.

## Distribution
Cette espèce se rencontre du Sri Lanka à Java en Indonésie. Elle a été introduite aux Pays-Bas.

## Description
Les femelles mesurent de 4,75 à 5,5 mm.

## Publication originale
- Thorell, 1890 : Studi sui ragni Malesi e Papuani. IV, 1. Annali del Museo civico di storia naturale di Genova, vol. 28, p. 1-419 (texte intégral).